# Ян Нємєц
Ян Нємєц (пол. Jan Niemiec; 14 березня 1958, Кізлівок, Польща — 27 жовтня 2020, Ланьцут, Польща) — римо-католицький єпископ, єпископ-помічник Кам'янець-Подільської дієцезії і титулярний єпископ Декоріани.

## Життєпис
Навчався у Вищій педагогічній школі в Ряшеві (1977—1981). У 1982—1987 роках вчився в дієцезальній семінарії у Перемишлі і 24 червня 1987 року отримав священничі свячення з рук Перемишльського єпископа Ігнатія Токарчука. Після свячень душпастирював у різних місцях, зокрема в Стальовій Волі. У 1991 році закінчив студії з історії церкви в Люблінському католицькому університеті. У 1992 році з групою священників Перемишльської дієцезії приїхав в Україну. З 1993 року працював викладачем Вищої духовної семінарії Кам'янець-Подільської дієцезії в Городку (Хмельницька область). У 1998 році захистив докторат в Інституті історії ПАН. У 2001—2006 роках був ректором семінарії в Городку.

## Єпископ
21 жовтня 2006 року Папа Бенедикт XVI призначив отця Яна Нємєця єпископом-помічником Кам'янець-Подільської дієцезії і титулярним єпископом Декоріани. Єпископські свячення отримав 8 грудня 2006 року з рук кардинала Мар'яна Яворського. Гаслом владики були слова «Ecce Agnus Dei».
Помер 27 жовтня 2020 року в лікарні у м. Ланьцут у Польщі від ускладнень, спричинених коронавірусною хворобою.

## Нагороди
- Офіцерський хрест Ордену Відродження Польщі (9 січня 2009)[5],
- Нагорода «Свідок історії» Інституту національної пам'яті в Ряшеві (2015)[6],
- Хрест свободи та солідарності (17 вересня 2018)[7],
- Медаль з нагоди 100-річчя відновлення Незалежності Польщі (2019)[8].